# Pořádková jednotka

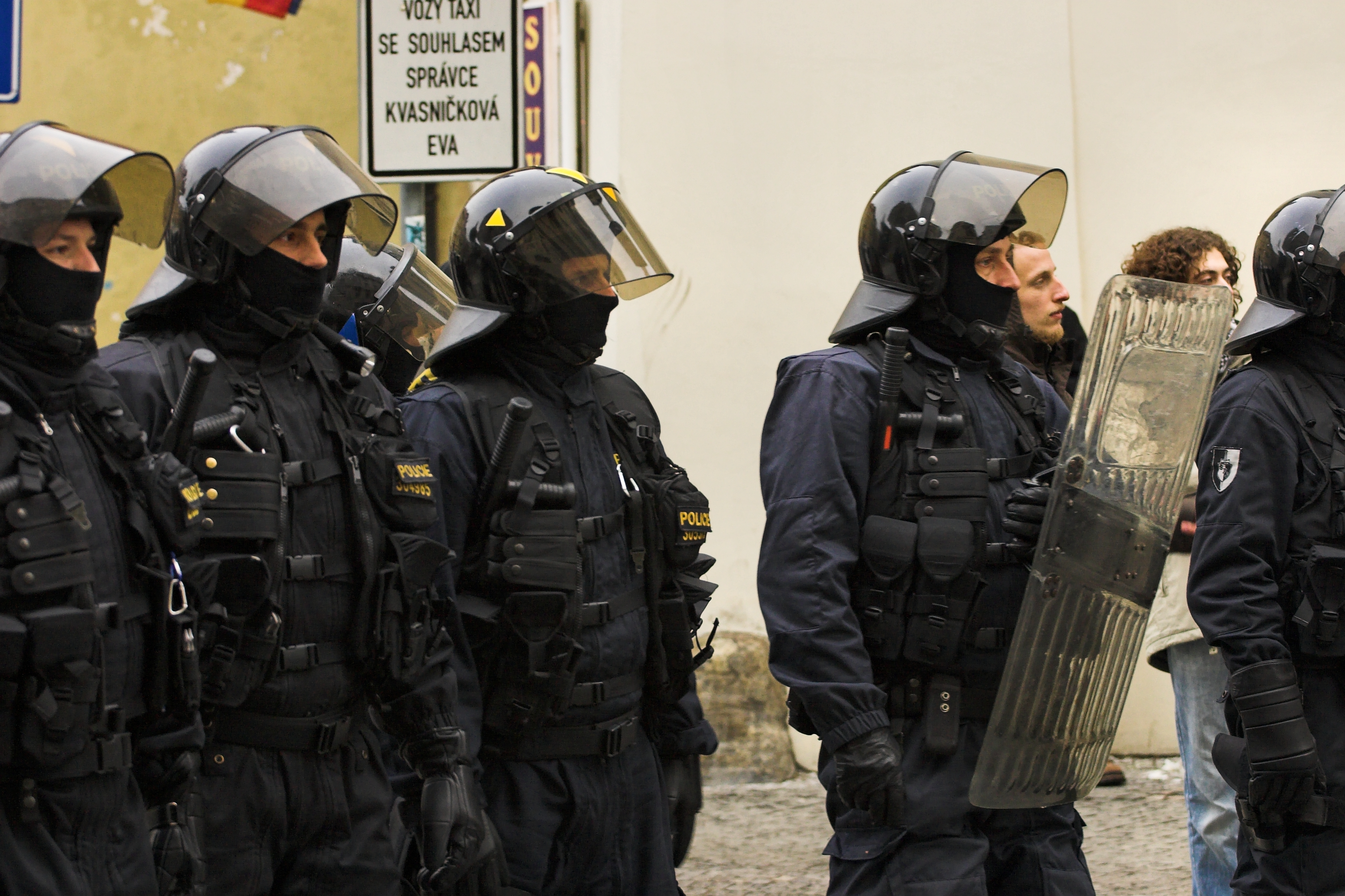
Speciální pořádková jednotka PČR při demonstraci v Praze

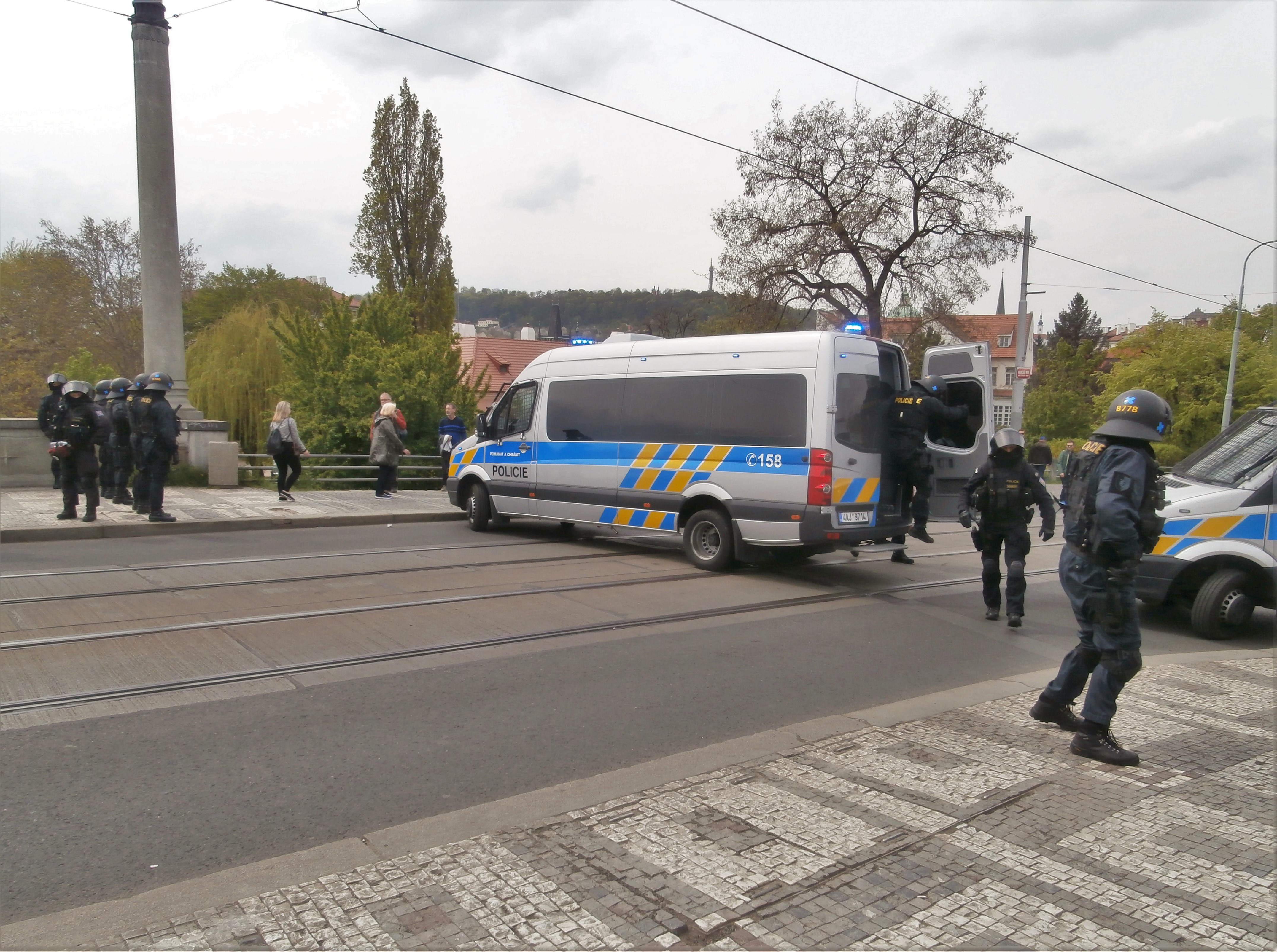
Těžkooděnci vytvářejí kordon

Pořádková jednotka je skupina policistů, kteří jsou organizováni a vycvičení k udržení situace a konfrontace davů lidí, protestů či výtržností.
Pořádkoví policisté mohou být i obyčejní policisté jednající za samotnou pořádkovou jednotku v konkrétní situaci nebo mohou být přiřazeni k větším policejním silám. Tato jednotka se používá v různých situacích či pro jisté cíle. Je používána pro kontrolu nad nepokoji tak, když se rozšíří po daném území za účelem udržovat veřejný pořádek, odradit činnost kriminálníků, chránit osoby či osobní majetek kvůli aktuální politické či jiné scéně.